# Flekke
Flekke är en tätort i Fjalers kommun i Vestland fylke i västra Norge. Orten ligger vid fylkesväg 57, vid södra spetsen av Flekkefjorden.